# Cukrownia Kluczewo
Cukrownia Kluczewo – Cukrownia należąca do koncernu Polski Cukier, zlokalizowana przy ul. Władysława Broniewskiego 23 w Kluczewie, obecnie południowej dzielnicy Stargardu, a pierwotnie wsi położonej pod miastem.

## Historia[1]
Cukrownia została założona w 1883 roku przez grupę lokalnych właścicieli ziemskich z powiatu pyrzyckiego. Spółka została wpisana do rejestru 11 lutego 1883 roku, a zakład rozpoczął produkcję już 16 września 1884 roku. Wówczas ruszyła pierwsza kampania buraczana, w której do stycznia 1885 roku przetworzono 15 168 ton buraków. Początkowy kapitał wynosił 855 000 marek, a udziałowcy byli zobowiązani do uprawy buraka cukrowego na potrzeby zakładu.
Transport surowców początkowo odbywał się przy użyciu kolejek ciągniętych przez konie. Już w 1904 roku dzienny przerób buraków osiągał 934 tony, a sieć kolei wąskotorowych, obsługujących dostawy do zakładu, rozciągała się na 100 kilometrów. Cukrownia była samowystarczalna, ponieważ posiadała własną elektrownię, zakładową kantynę, straż pożarną, 60 mieszkań dla pracowników oraz przydomowe ogrody.

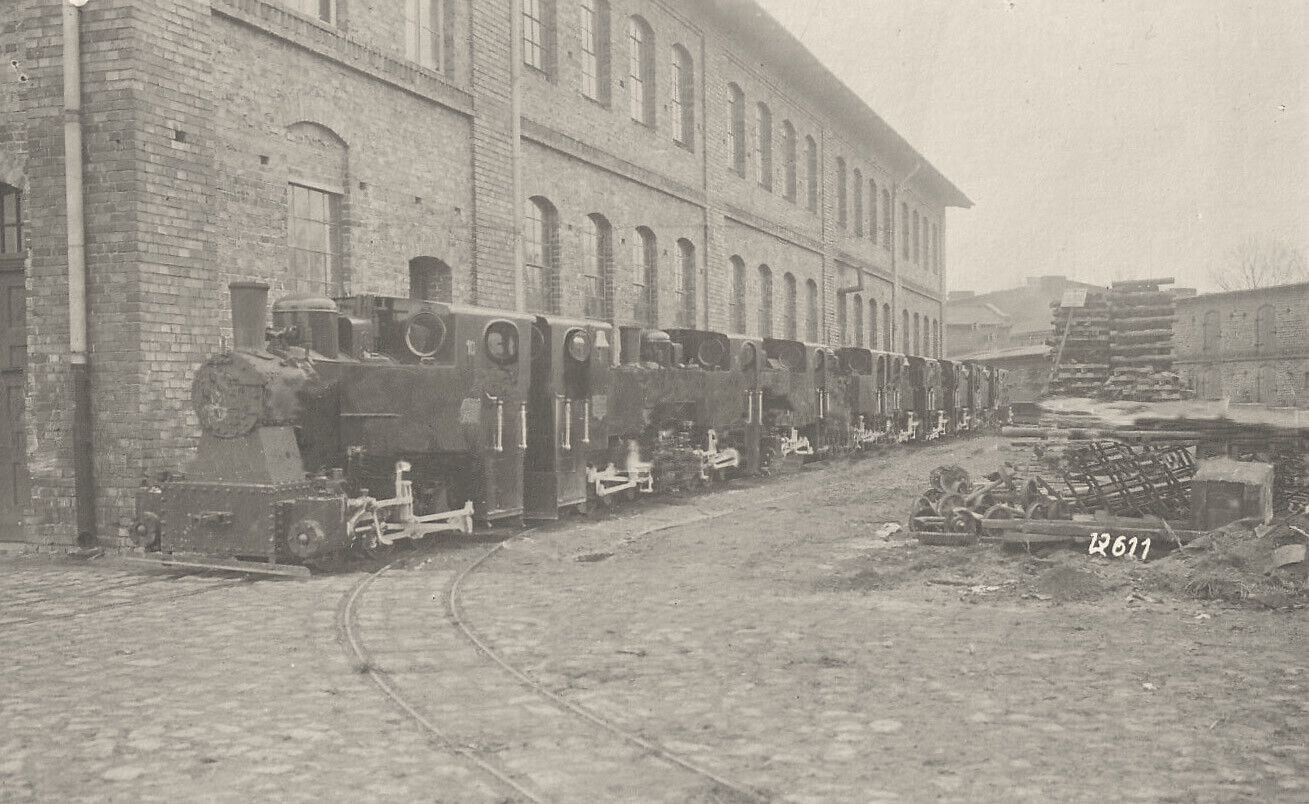
10 lokomotyw wąskotorowych Hanomag dla cukrowni Kluczewo, zbudowane w 1925 r., 600 mm rozstaw, zdolne do jazdy po ciasnych łukach. Wszystkie zdemontowane i wywiezione do ZSRR po 1945 r.

Zakład produkował nie tylko cukier biały i żółty (tzw. surowy), ale również syrop z dodatkiem miodu wrzosowego, suszone wysłodki oraz płatki ziemniaczane i buraczane. Dzięki swojej skali i infrastrukturze, cukrownia była jednym z największych zakładów przemysłowych regionu oraz jednym z głównych pracodawców, zatrudniającym w sezonie setki osób  często z lokalnych firm budowlanych ze Stargardu.
Podczas II wojny światowej cukrownia nie zaprzestała działalności, lecz została podporządkowana gospodarce wojennej. W sąsiedztwie zakładu utworzono podobóz jeniecki podległy obozowi Stalag II D, w którym przetrzymywano jeńców wojennych różnych narodowości m.in. Polaków, Francuzów, Rosjan oraz Jugosłowian. Od końca 1944 roku trafiali tam również powstańcy warszawscy. Więźniowie byli zmuszani do pracy w zakładzie przy produkcji cukru, w warunkach przymusu i niedoborów.
W 1945 roku, po wkroczeniu Armii Czerwonej, zakład został całkowicie zdemontowany. Całość urządzeń technologicznych została wywieziona do Związku Radzieckiego jako zdobycz wojenna. W trakcie demontażu dochodziło do celowego niszczenia budynków, ściany często burzono, aby dostać się do maszyn. Po wojnie pozostały jedynie puste hale i fundamenty.
Cukrownię przejęto formalnie 11 sierpnia 1945 roku od przedstawicieli Armii Czerwonej. Stan obiektu był tragiczny, brakowało zarówno surowców, ludzi, jak i jakiejkolwiek dokumentacji technicznej. Pomimo tego, decyzją władz państwowych, cukrownia została wytypowana jako jedna z kluczowych inwestycji odbudowy Pomorza Zachodniego.
W 1948 roku rozpoczęto odbudowę zakładu. Dyrektorem został inżynier Zbigniew Kuncewicz, który wcześniej odbudowywał cukrownię w Świdnicy. Część aparatury sprowadzono z likwidowanych cukrowni w Godkowie, Kunratowicach, Choszcznie, Okunicy i Policach. Do prac przy odbudowie oddelegowano 600 junaków z organizacji „Służba Polsce” oraz 900 robotników. Już w grudniu tego samego roku uruchomiono pierwszą powojenną kampanię cukrowniczą. Pierwszy worek cukru wysłano do Warszawy na Zjazd Zjednoczeniowy PPR i PPS jako symbol odradzającego się przemysłu.
Po wojnie zakład przez wiele lat zmagał się z problemami kadrowymi i organizacyjnymi, w ciągu 30 lat wymieniło się aż 14 dyrektorów. Sytuacja ustabilizowała się dopiero za kadencji Stanisława Grabiasa, który kierował zakładem w latach 1977-1998. Pod jego zarządem cukrownia dynamicznie się rozwijała, a dzienny przerób buraków wzrastał: w 1950 roku przetwarzano 1400 ton dziennie, w 1996 roku 4170 ton, a w 2004 roku aż 5004 tony. W kampanii 1982/1983 zakład osiągnął najlepszy wynik w kraju pod względem efektywności z 100 kg buraków uzyskano 14,6 kg cukru.
W tym okresie cukrownia była także modernizowana. Wprowadzono komputerowe sterowanie procesem gotowania cukru, wybudowano nowoczesną oczyszczalnię ścieków o przepustowości 3000 ton na dobę, zainstalowano nowe wirówki, prasy i krajalnice, a także wprowadzono system paletowania wysłodków i zautomatyzowano linie pakujące.
W 2002 roku oddano do użytku największy wówczas w Europie Środkowej silos cukrowy, mogący pomieścić 50 tysięcy ton cukru. Miał on 57 metrów wysokości i działał w pełni automatycznie, bez udziału operatorów. Koszt budowy wyniósł 10 milionów złotych i został w całości sfinansowany ze środków własnych zakładu. W 2018 roku uruchomiono drugi silos, jeszcze większy o pojemności 60 tysięcy ton i wysokości większej o około 3,5 metra.
W tym czasie cukrownia stała się częścią Krajowej Spółki Cukrowej "Polski Cukier" S.A. do której została włączona w 2002 roku. Od 2005 roku funkcjonuje jako jej oddział w Stargardzie. Jest to obecnie jedyna czynna cukrownia w województwie zachodniopomorskim.
Zakład pełnił też ważną funkcję społeczną. W swojej historii posiadał własną straż pożarną, świetlicę, drużyny harcerskie, zespół teatralny oraz basen. Pracownicy mieszkali w domach służbowych, do których przydzielano ogródki i ziemię uprawną. W latach 40. i 50. organizowano na terenie zakładu wydarzenia kulturalne: projekcje filmowe, wieczory kolędowe, koncerty i odczyty. Po wojnie, na znak końca niemieckiej ery zakładu, polska dyrekcja symbolicznie obaliła fabryczny komin.
Od 2008 roku dyrektorem oddziału KSC Cukrownia Kluczewo jest Paweł Dawiskiba a głównym technologiem Piotr Bilewicz.